# Tsiokantimo

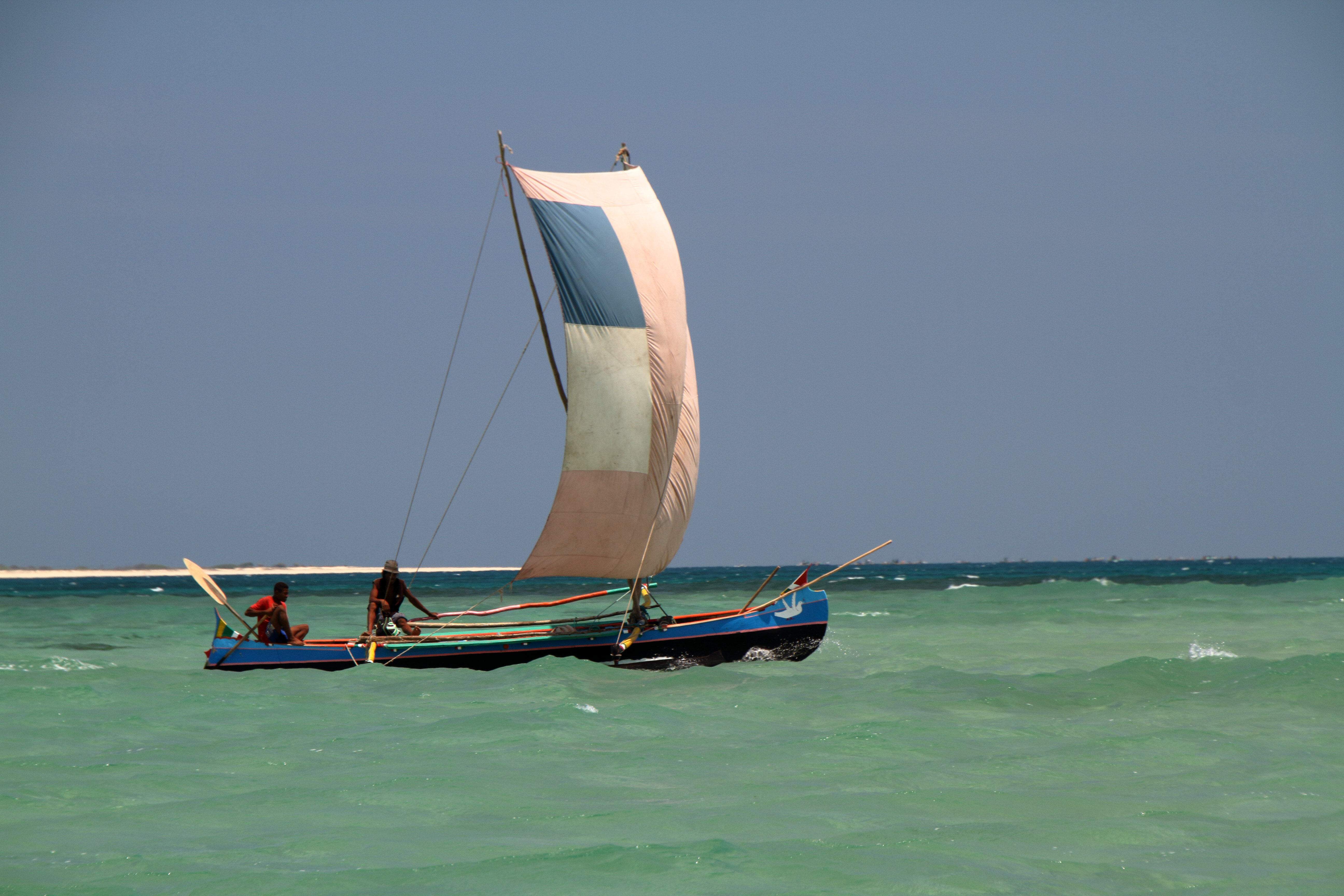
Le vent de mer souffle sur les marins de la baie de Toliara.

Le Tsiokantimo (ou Tsiokatimo) est un vent fort qui vient du Sud, en principe du mois d'août au mois de septembre, il amène beaucoup de poussière en ville et provoque l'érosion éolienne du sol de Tuléar à Madagascar, mais aussi les anchois qui sont poussés par le courant et les vagues dans le lagon de Tuléar,.

## Culture populaire
Dans la culture malgache, on croit que le Tsiokantimo se lève à cause de la mort d'un pêcheur Vezo.